# Kyösti Luukko
Kyösti Luukko   (Seinäjoki, 17 de febrer de 1903 - Seinäjoki, 27 d'octubre de 1970) va ser un lluitador finlandès que combinà la lluita grecoromana i la lluita lliure, que va competir durant les dècades de 1920 i 1930.
El 1932 va prendre part en els Jocs Olímpics d'Estiu de Los Angeles, on va guanyar la medalla de plata en la categoria del pes mitjà del programa de lluita lliure. Quatre anys més tard, als Jocs de Berlín, fou sisè en la mateixa categoria del programa de lluita lliure.
En el seu palmarès també destaca una medalla de bronze al Campionat d'Europa de lluita de 1931 i nou campionats nacionals entre 1928 i 1938.